# Wilh. Boetticher

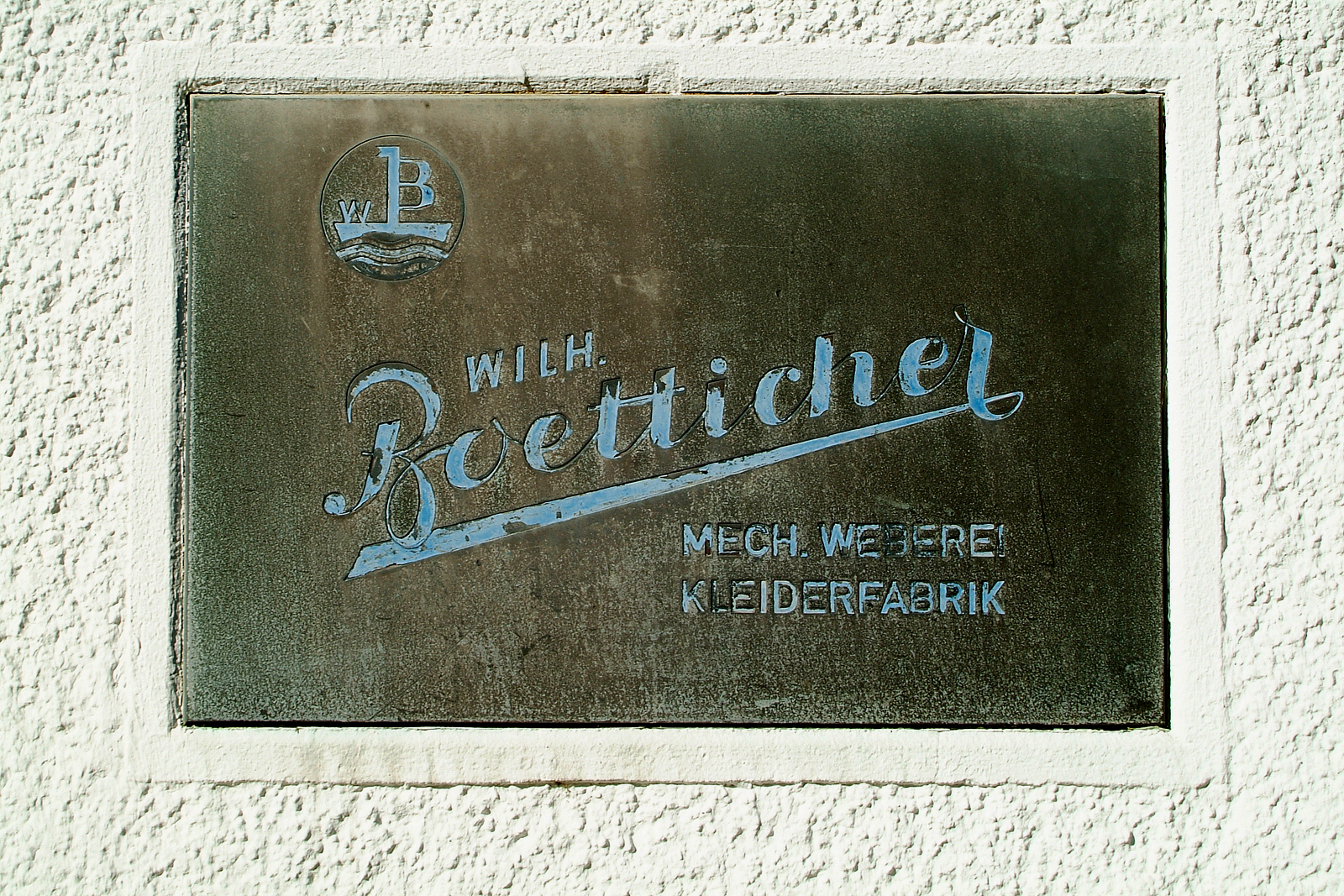
Firmenschild und Logo Wilh. Boetticher am Weidendamm 6, Hannover-Nordstadt

Wilh. Boetticher in Hannover war eine „mechanische Weberei und Kleiderfabrik“. Das Unternehmen wurde Mitte des 19. Jahrhunderts durch Wilhelm Boetticher gegründet und beschäftigte zeitweilig mehrere hundert Näherinnen und Schneider. Einer der letzten Produktions-Standorte war der Weidendamm 4 (heute: 6) im Stadtteil Nordstadt; das Gebäude wird heute von Sporthaus Kaufmann genutzt, die Markenrechte liegen seit 1999 bei Höhne & Mischke.

## Geschichte
1857, noch zur Zeit des Königreichs Hannover, eröffnete Wilhelm Boetticher seinen ersten Geschäftssitz in der Residenzstadt, Knochenhauerstraße 44. Schon nach rund sieben Jahren zählte der Grossist „englischer und deutscher Manufakturwaren“ zu den angesehensten Kaufleuten der Stadt. 1872 gliederte er I. G. von der Linde dem Unternehmen an.
Nach dem Kauf der Osterstraße 93 und 94 beziehungsweise der Karmarschstraße 14 wurde die „Engros-Firma Wilh. Boetticher“ und die „Detail-Firma I. G. von der Linde“ dorthin verlegt; I. G. von der Linde wurde erst 1901 wieder von Wilh. Boetticher getrennt.
Kurz zuvor war Wilhelm Boetticher 1899 der Titel des Königlich Preußischen Hoflieferanten verliehen worden.
1911 übernahm Ludwig Sarstedt die Firma Wilh. Boetticher und eröffnete nach dem Ersten Weltkrieg in der Nordfelder Reihe sowie im Ballhof je eine Näherei mit rund 100 Näherinnen und Schneidern.

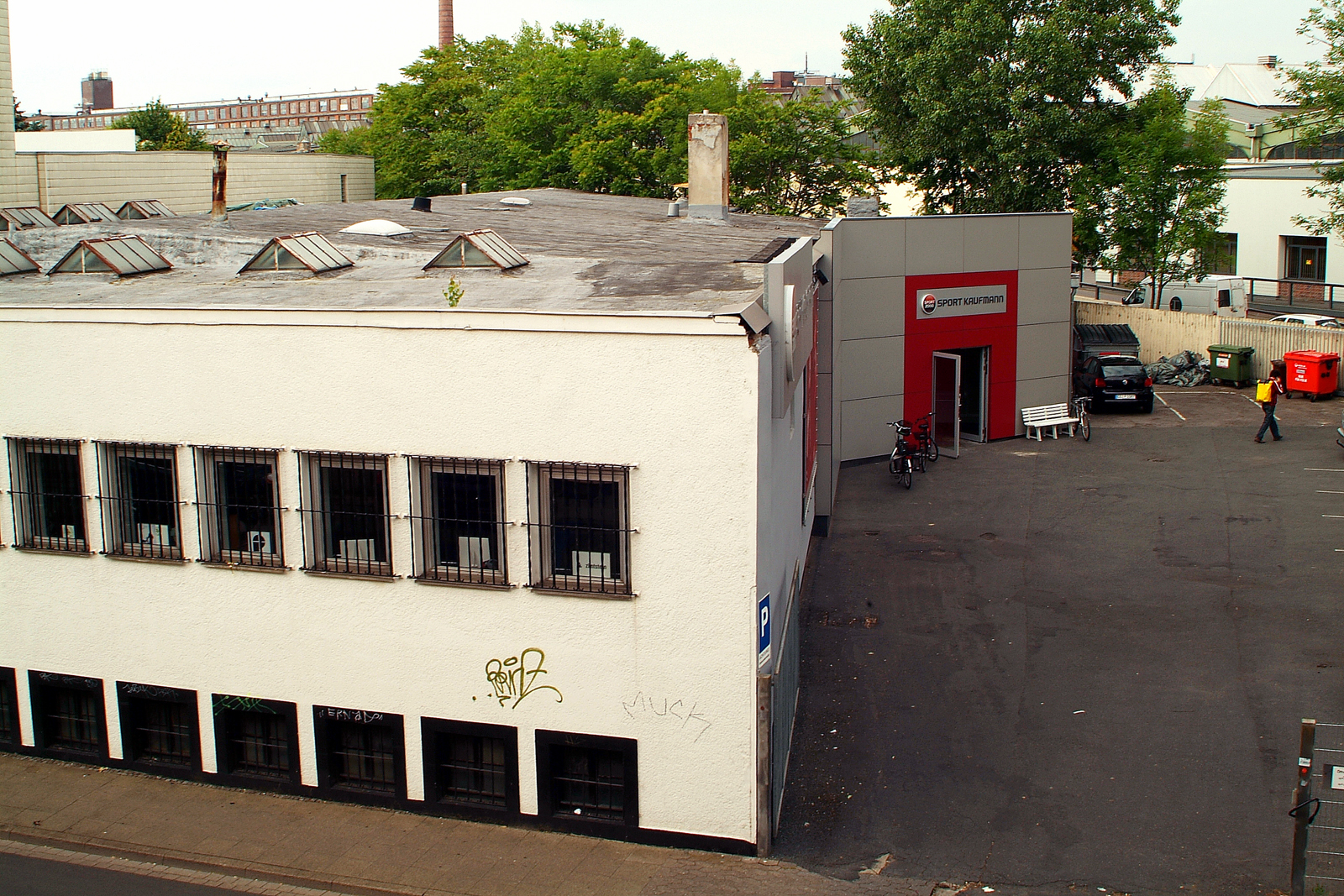
Der Nähsaal der alten Kleiderfabrik am Hauptgüterbahnhof …

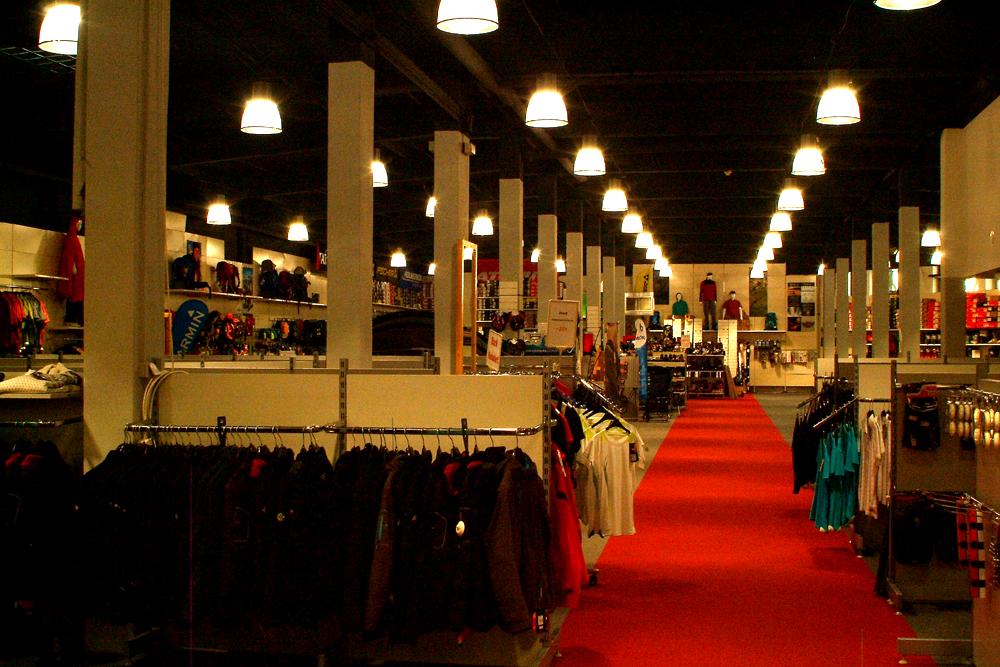
… wird heute von Sport Kaufmann genutzt

Kurz nach der Deutschen Hyperinflation kaufte Ludwig Sarstedt 1924 die Gebäude am Weidendamm 3a und 4, in denen zuvor der Kaisersalon Treffpunkt der Königsulanen und Reitschüler gewesen war. Drei Jahre darauf gliederte Sarstedt der Firma eine Weberei an der Harenberger Straße 69 in Limmer an.
Im Zweiten Weltkrieg musste das Unternehmen Militärkleidung fertigen; die Weberei wurde stillgelegt. Während der Luftangriffe auf Hannover wurde die Kleiderfabrik jedoch am 30. Januar 1944 restlos zerstört; rasch wurden die alten Webstühle aus der stillgelegten Weberei ausgebaut und die Kleiderfabrik innerhalb von zehn Tagen dorthin verlegt, um „unter primitivsten Voraussetzungen aber höchstmöglicher Kapazität“ wieder Militärbekleidung herzustellen.

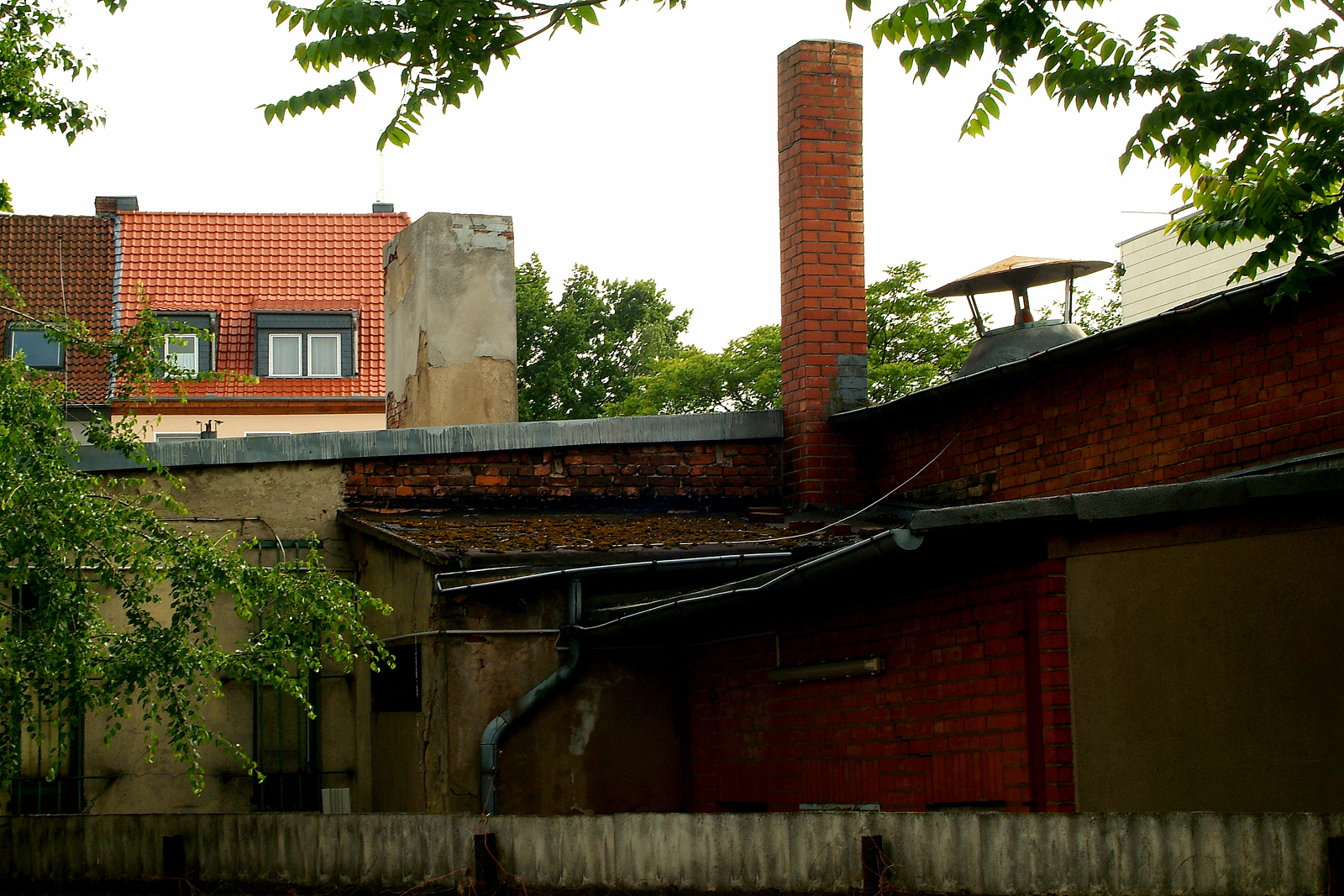
Wenig erinnert an den Wiederaufbau nach dem Zweiten Weltkrieg; Blick in Richtung Engelbosteler Damm

Schon in den ersten Tagen nach Kriegsende begann die Belegschaft am Weidendamm mit der Beseitigung des Trümmerschutts und mit der Wiederherstellung noch verwendbar gebliebener Maschinenteile. Der Wiederaufbau ging nur mühevoll und langsam voran, doch am 15. Juni 1946 konnte eine bescheidene Fabrikation am alten Standort wieder aufgenommen werden. Da nach dem Kriegsende die Rohstoffe knapp waren, wurde diese Zeit vor allem durch Lohnaufträge überbrückt. Als im Herbst 1946 Rolf Sarstedt Mitinhaber der Firma wurde, lief durch Exportaufträge auch die Produktion von Manchester-Gewebe wieder an.
Die Währungsreform 1948 änderte das Bild schlagartig: Standardartikel wurden wieder produziert, schon im Winter 1948 ein Anbau an die Kleiderfabrik errichtet, die Verwaltung in einen Büro-Neubau verlegt. Durch die steigende Nachfrage nach Manchester-Kleidung wurde auch die Weberei durch einen Anbau vergrößert. 1952 wurde der Websaal der Weberei neu konstruiert – im neuen Websaal wurden Hagama-Qualitäten hergestellt.
In den 1960er Jahren exportierte das Unternehmen seine Produkte in 24 Länder.
1999 übernahm die Firma Höhne & Mischke GmbH & Co. KG die Markenrechte von Wilh. Boetticher und vertreibt damit Zunft- und Arbeitskleidung.